# لويس ألبرتو ماتشادو
لويس ألبرتو ماتشادو (بالإسبانية: Luis Alberto Machado) هو محامي وسياسي فنزويلي، ولد في 21 يناير 1932 في كاراكاس في فنزويلا، وتوفي بنفس المكان في 23 فبراير 2016. انتخب عضو مجلس نواب فنزويلا.